# Рукопись «Хамсе» (1418)
Рукопись «Хамсе» — рукопись «Хамсе» классика персидской поэзии Низами Гянджеви. Хранится в Музее азербайджанской литературы имени Низами Гянджеви в Баку. Изначально хранилась в Рукописном фонде Академии наук Азербайджанской ССР.
В рукописи только первая часть поэмы «Искандер-наме» — Шараф-наме (Книга славы). Текст переписан в два столбца и на полях по диагонали хорошим мелким насталиком на лощеной восточной бумаге кремового оттенка. Текст заключён в рамку из красных и голубых линий, столбцы отделены одной красной линией.
Заглавия написаны киноварью. Перед началом текста — унван, выполненный жидким золотом, киноварью и голубой краской. На листе 84а имеется миниатюра. Миниатюра из этой рукописи, принадлежащая ширазской школе, являлась древнейшей иллюстрацией поэм Низами в собраниях СССР.
Рукопись датирована 821 годом хиджры (1418 год). Переплёт — кожаный, светло-коричневатого цвета, с тремя тиснёнными ромбовидными медальонами. Количество листов — 92. Размер: 17 × 25. Шифр: М—535.